# 托马斯·金德
汤姆·金德（英語：Thomas Kinder，？—），澳大利亚男子草地滚球运动员。他曾代表澳大利亚参加1938年大英帝国运动会草地滚球比赛，联同奥布里·默里、查利·麦克尼尔和哈罗德·默里获得四人铜牌。